# Хоршеваш
Хоршева́ш (чув. Хурашаш) — река в России, протекает в Чувашской Республике. Устье реки находится в 33 км от устья Вылы по левому берегу. Длина реки составляет 18 км, площадь водосборного бассейна — 95,6 км².
Исток реки в Красночетайском районе у деревень Ягункино и Тиханкино в 10 км к востоку от райцентра, села Красные Четаи. Река течёт на северо-восток, верхнее течение проходит по Красночетайскому району, в нижнем образует границу Ядринского и Аликовского районов.
Протекает около населённых пунктов Тиханкино, Хоршеваши, Салугино, Шоркасы. Ниже деревни Шоркасы впадает в Вылу.

## Данные водного реестра
По данным государственного водного реестра России относится к Верхневолжскому бассейновому округу, водохозяйственный участок реки — Сура от устья реки Алатырь и до устья, речной подбассейн реки — Сура. Речной бассейн реки — (Верхняя) Волга до Куйбышевского водохранилища (без бассейна Оки).
Код объекта в государственном водном реестре — 08010500412110000040322.